# Enicospilus melanocarpus
Enicospilus melanocarpus är en stekelart som beskrevs av Cameron 1905. Enicospilus melanocarpus ingår i släktet Enicospilus och familjen brokparasitsteklar. Inga underarter finns listade i Catalogue of Life.